# 반암산
반암산(盤岩山)은 대한민국 강원특별자치도 화천군에 있는 높이 832m의 산이다.

## 같이 보기
- 한국의 산